# The Stranger (album)
A The Stranger Billy Joel ötödik nagylemeze,  1977-ben jelent meg. Míg előző albumai mérsékelt sikereket értek el a listákon, addig ez meghozta számára az áttörést, hat hétig állt az amerikai albumlista 2. helyén. Máig Joel legeladottabb nagylemeze. A Rolling Stone magazin Minden idők 500 legjobb albuma listáján a 67. lett. Szerepel az 1001 lemez, amit hallanod kell, mielőtt meghalsz című könyvben.

## Az album dalai
| 1. | Movin' Out (Anthony's Song)       | Billy Joel | 3:30 |
| 2. | The Stranger                      | Billy Joel | 5:10 |
| 3. | Just the Way You Are              | Billy Joel | 4:52 |
| 4. | Scenes from an Italian Restaurant | Billy Joel | 7:37 |

| 1. | Vienna                                       | Billy Joel | 3:34 |
| 2. | Only the Good Die Young                      | Billy Joel | 3:55 |
| 3. | She's Always a Woman                         | Billy Joel | 3:21 |
| 4. | Get It Right the First Time                  | Billy Joel | 3:57 |
| 5. | Everybody Has a Dream/The Stranger (Reprise) | Billy Joel | 6:38 |

## Helyezések és eladási minősítések

### Album
| Év   | Ország                    | Lista                            | Helyezés | Minősítés |
| ---- | ------------------------- | -------------------------------- | -------- | --------- |
| 1978 | Amerikai Egyesült Államok | Billboard Pop Albums             | 2        | gyémánt   |
| 1978 | Ausztrália                | Kent Music Report                | 2        |           |
| 1978 | Japán                     | Oricon heti albumlista (Top 100) | 3        |           |
| 1978 | Egyesült Királyság        | Brit albumlista                  | 24       | arany     |

### Kislemezek
| Ország                  | Kislemez                    | Lista (1978)                 | Helyezés |
| ----------------------- | --------------------------- | ---------------------------- | -------- |
| USA                     | Just the Way You Are        | Billboard Hot 100            | 3        |
| USA                     | Just the Way You Are        | Billboard Adult Contemporary | 1        |
| Egyesült Királyság (UK) | Just the Way You Are        | Brit kislemezlista           | 19       |
| USA                     | Movin' Out (Anthony's Song) | Billboard Hot 100            | 17       |
| USA                     | Movin' Out (Anthony's Song) | Billboard Adult Contemporary | 40       |
| UK                      | Movin' Out (Anthony's Song) | Brit kislemezlista           | 35       |
| USA                     | Only the Good Die Young     | Billboard Hot 100            | 24       |
| USA                     | She's Always a Woman To Me  | Billboard Hot 100            | 17       |
| Japán                   | The Stranger                | Oricon                       | 2        |

## Díjak
- Grammy-díj az év felvételéért (1979)
- Grammy-díj az év daláért (1979)

## Közreműködők
- Billy Joel – zongora, ének, billentyűk, szintetizátor
- Doug Stegmeyer – basszusgitár
- Liberty DeVitto – dob
- Richie Cannata – tenor- és szopránszaxofon, klarinét, fuvola, orgona, tuba
- Steve Khan – elektromos gitár (hat és tizenkét húros), akusztikus ritmusgitár, high string gitár
- Hiram Bullock – elektromos gitár
- Ralph MacDonald – ütőhangszerek a The Stranger, Just the Way You Are, Get It Right The First Time és Everybody Has A Dream dalokon
- Hugh McCracken – akusztikus gitár a Just the Way You Are, Scenes from an Italian Restaurant, She's Always A Woman, Get It Right The First Time és Everybody Has A Dream dalokon
- Steve Burgh – akusztikus gitár a Just the Way You Are-on és a She's Always A Woman-en; elektromos gitár a Scenes from an Italian Restaurant-en
- Phil Woods – altszaxofon a Just the Way You Are-on
- Dominic Cortese – harmonika a Scenes from an Italian Restaurant és Vienna dalokon
- Richard Tee – orgona az Everybody Has A Dream-en
- Phoebe Snow – háttérvokál az Everybody Has A Dream-en
- Lani Groves – háttérvokál az Everybody Has A Dream-en
- Gwen Guthrie – háttérvokál az Everybody Has A Dream-en
- Patti Austin – háttérvokál az Everybody Has A Dream-en

## Fordítás
Ez a szócikk részben vagy egészben a The Stranger (album) című angol Wikipédia-szócikk ezen változatának fordításán alapul.  Az eredeti cikk szerkesztőit annak laptörténete sorolja fel. Ez a jelzés csupán a megfogalmazás eredetét és a szerzői jogokat jelzi, nem szolgál a cikkben szereplő információk forrásmegjelöléseként.